# Jeunesse Athlétique de Saint-Ouen
La Jeunesse Athlétique de Saint-Ouen (JA Saint-Ouen) fou un club de futbol francès de la ciutat de Saint-Ouen.

## Història
El club va ser fundat el 1897. Els anys 1908 i 1909 guanyà el campionat de la FSAF (Fédération des sociétés athlétiques professionnelles de France (FSAPF)). Aquest 1909 ingressà a la FCAF, i després de la renúncia del club Star Club Caudrésien a participar en el Trophée de France, es decidí inscriure al JA de Saint-Ouen. L'AS Bons Gars de Bordeaux, campió de la FGSPF, refusà també a participar en el campionat i el JA de Saint-Ouen es proclamà campió del Trophée de France. El 1945, el nou municipi de Saint-Ouen decidí fusionar els diferents clubs de la ciutat naixent el Sports Olympiques Audoniens un any més tard es fusionà amb Red Star Olympique per donar vida al Red Star Olympique Audonien.

## Colors
El club jugà el 1917 amb samarreta ratllada rosa i negra.

## Palmarès
- Lliga francesa de futbol: 
  - 1908, 1909
- Trophée de France: 
  - 1909

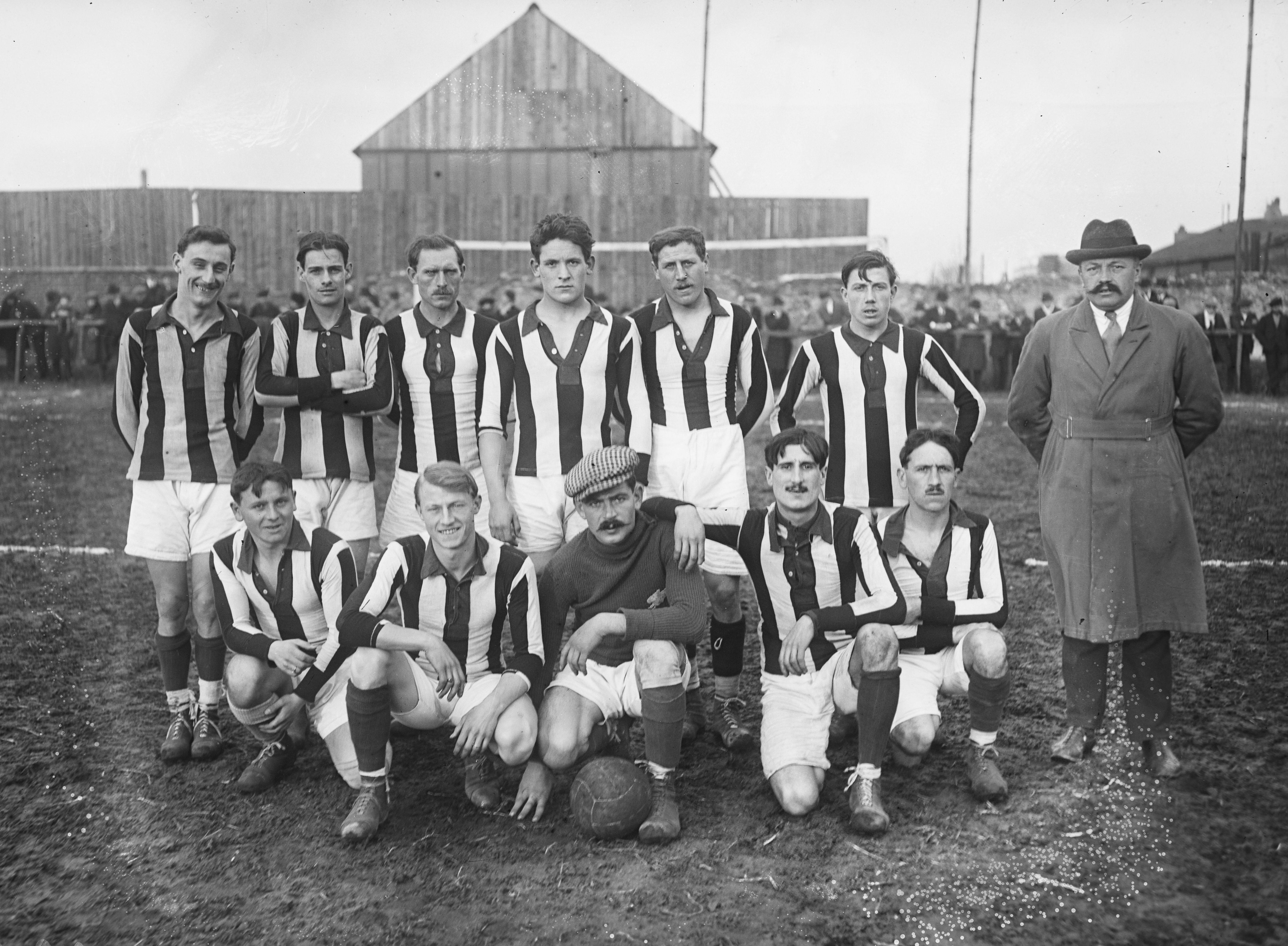
JA Saint-Ouen el 5 de desembre de 1920.
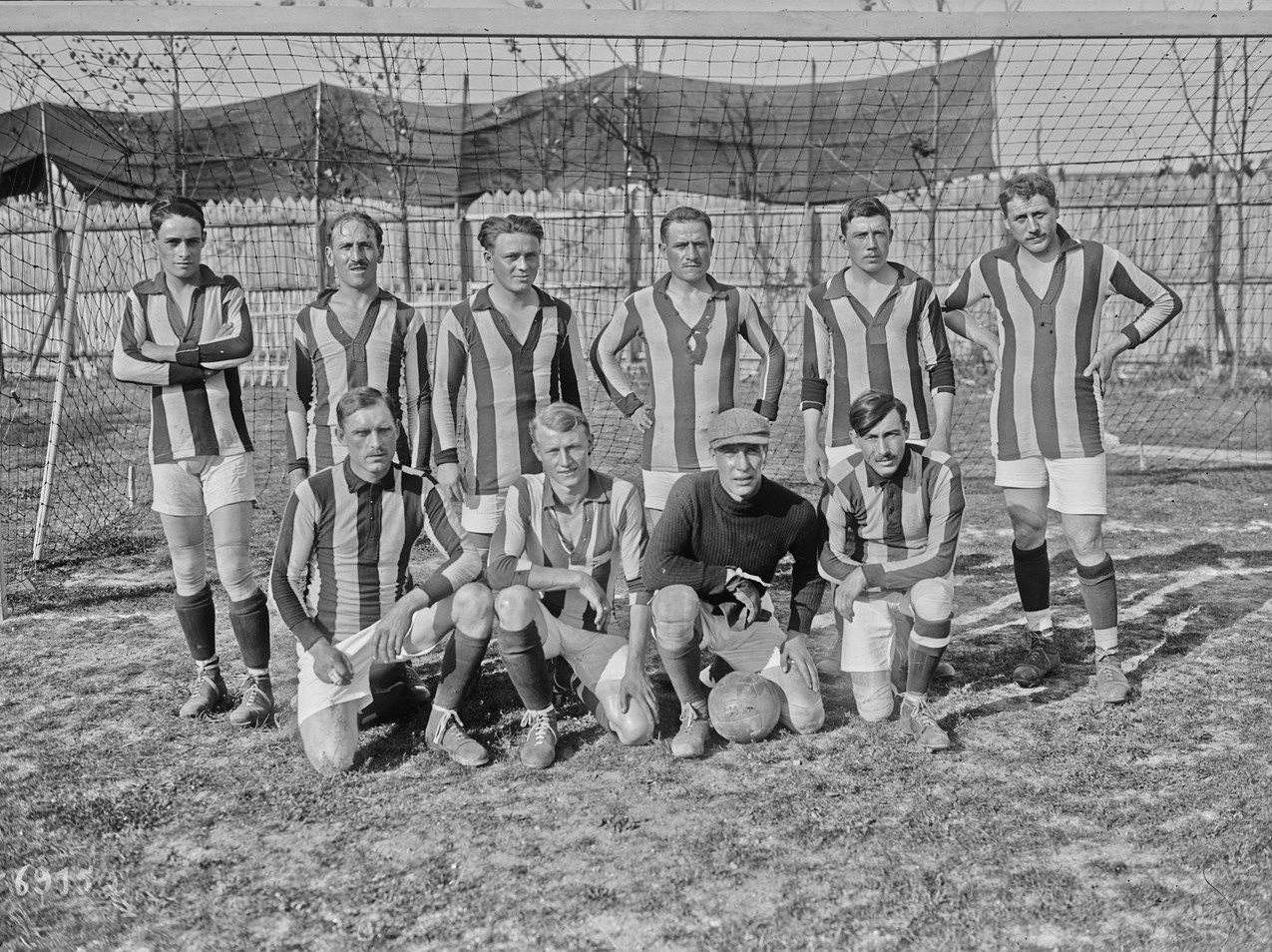
JA Saint-Ouen el 2 d'octubre de 1921.
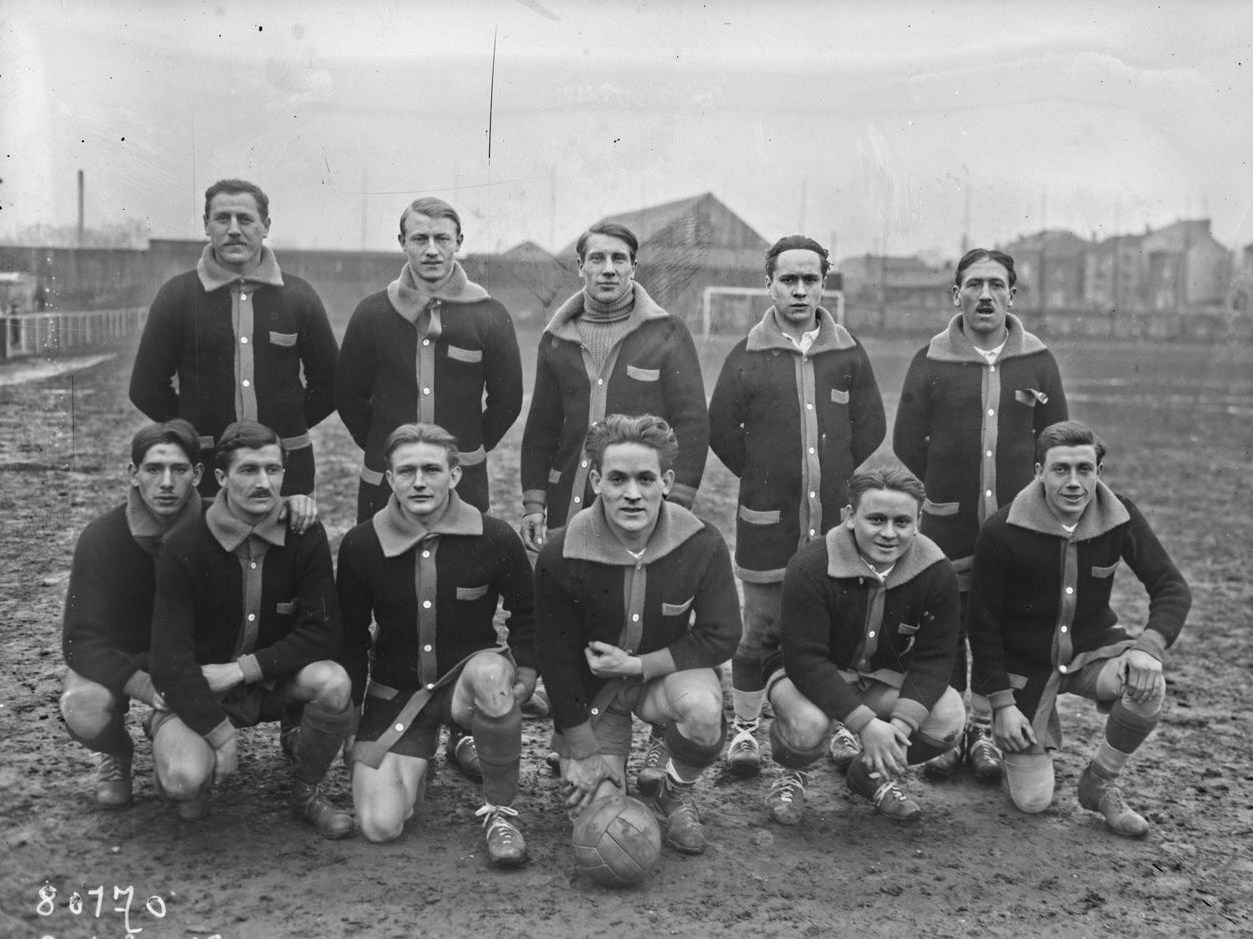
JA Saint-Ouen el 17 de desembre de 1922.
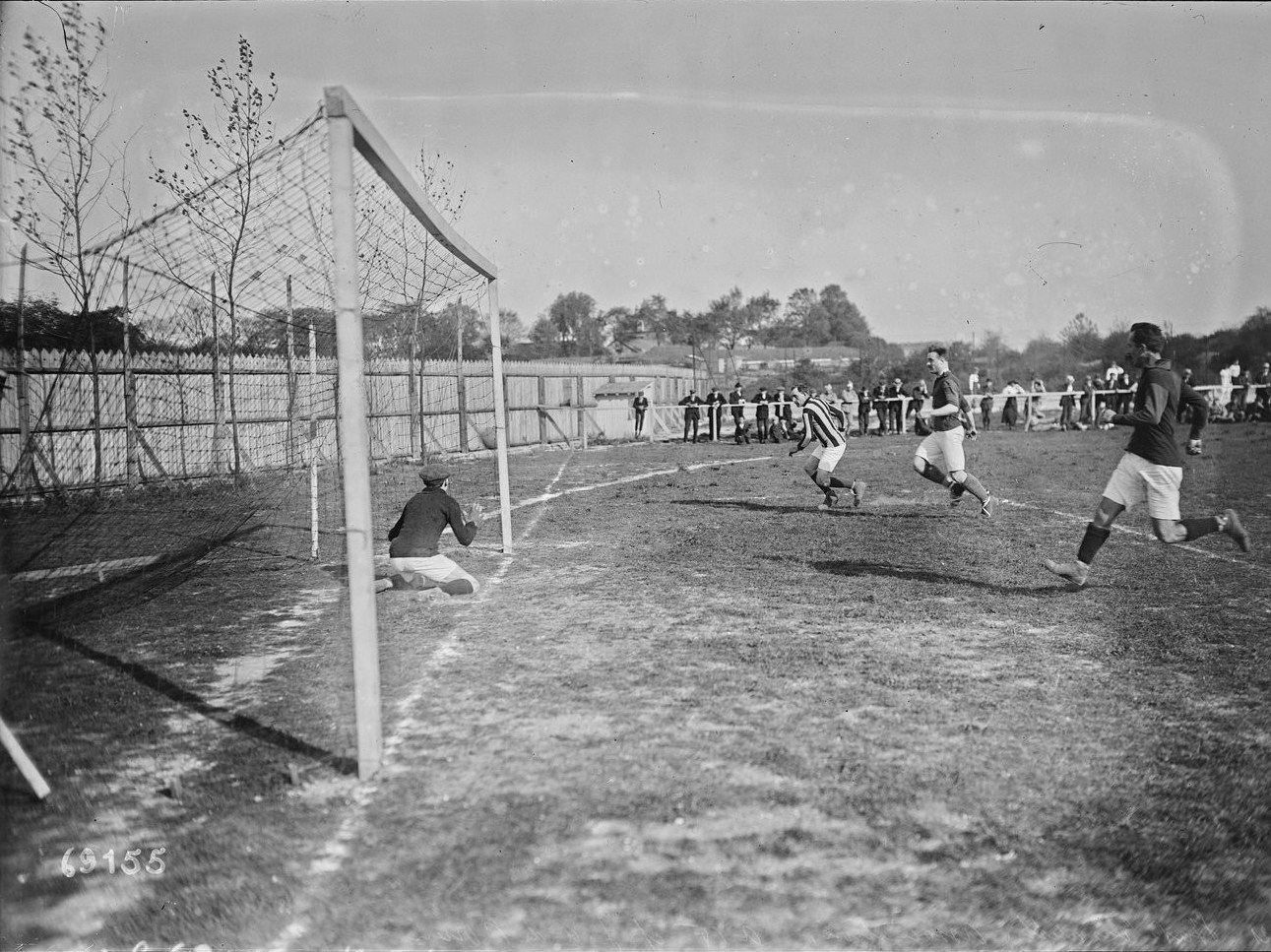
Partit AS Française contra JA Saint-Ouen el 2 d'octubre de 1921.
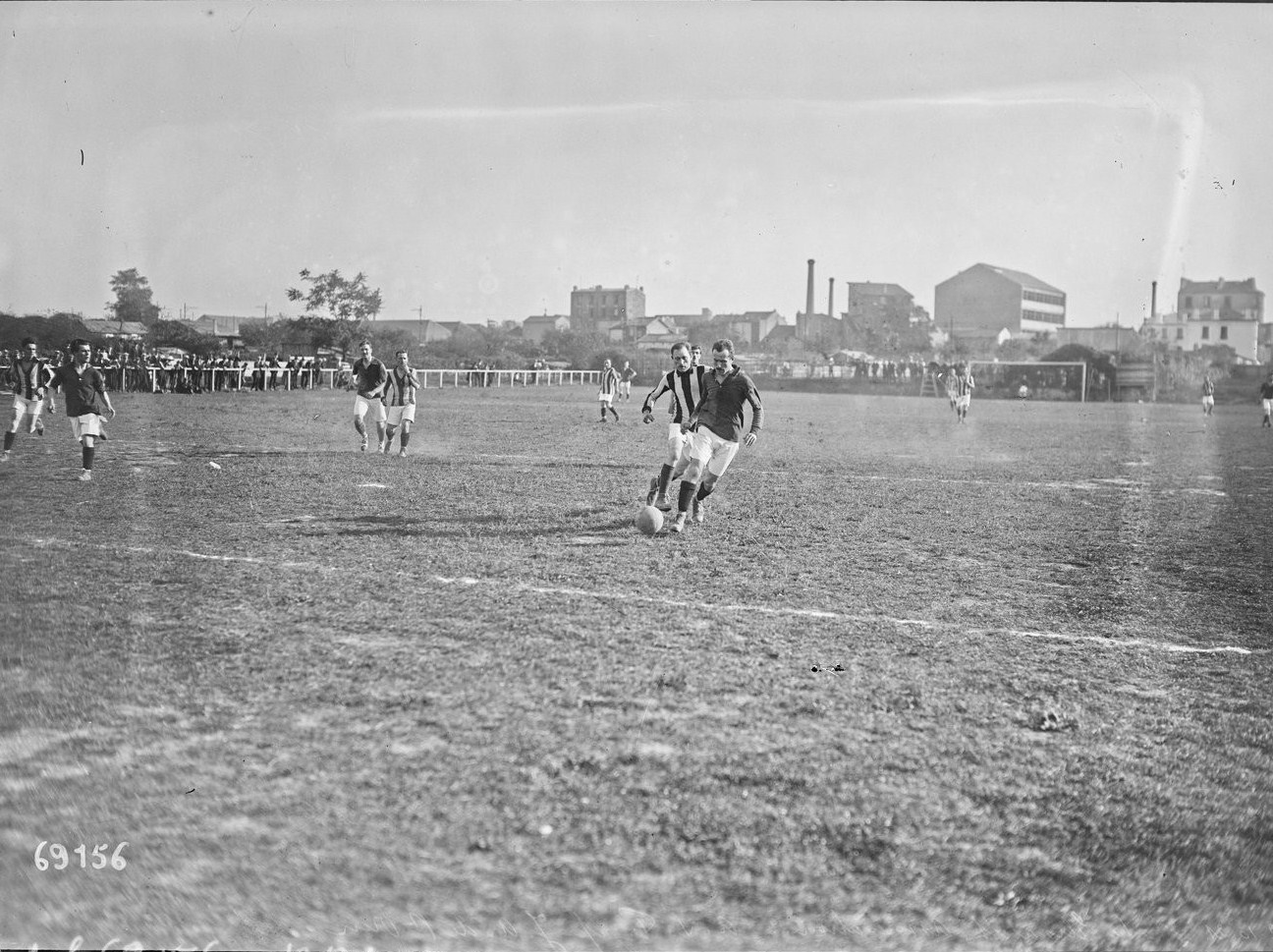
Partit AS Française contra JA Saint-Ouen el 2 d'octubre de 1921.